# Zona Euro
A Zona Euro, oficialmente designada por Área do Euro, e também coloquialmente referida como Eurozona, refere-se a uma união monetária constituída por 20 Estados-membros da União Europeia que adotaram oficialmente o euro como moeda comum.
A entidade máxima que regula toda a política monetária é o Banco Central Europeu, sediado em Frankfurt, Alemanha. A Zona Euro é a segunda maior economia do mundo, segundo estimativas da Agência Central de Inteligência (CIA) para 2013.
A Suíça e o Liechtenstein, que não são membros da União Europeia e nem adotaram o euro como a moeda local, continuam a usar o franco suíço. A Noruega não é membro da União, tendo rejeitado a adesão em dois referendos.
Os membros da Zona Euro têm de respeitar o Pacto de Estabilidade e Crescimento (PEC) e manter o seu défice público abaixo de 3% do produto interno bruto (PIB). Se não o fizerem, ficarão sujeitos a multas. O pacto de estabilidade e crescimento proíbe também uma dívida pública superior a 60% do PIB.

## Membros

### Membros fundadores

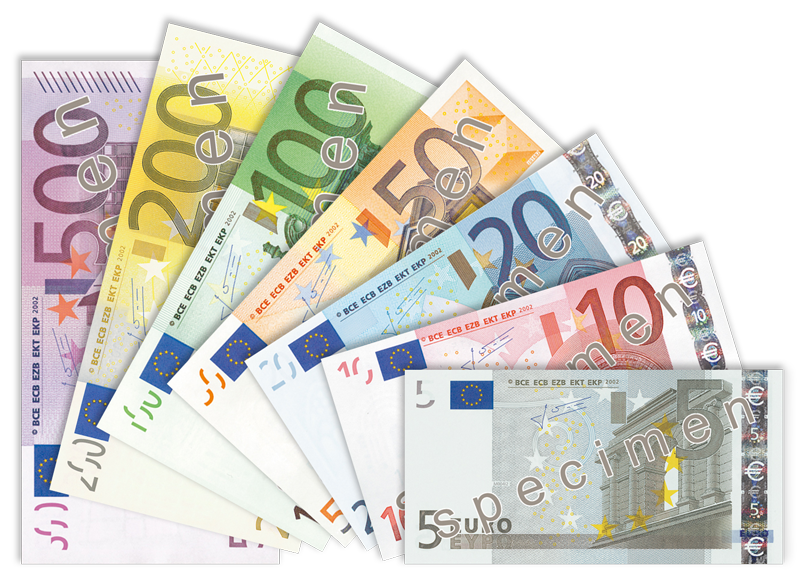
Cédulas de euro, moeda comum dos 20 países da União Monetária Europeia.

Em 1998, onze Estados-membros da União Europeia estabeleceram um conjunto de critérios de convergência para a adoção do euro, tendo sido oficialmente criada a Zona Euro a 1 de janeiro de 1999, com a introdução da moeda. Naquela data, as notas e peças metálicas começaram a ser fabricadas em 11 países (Alemanha, Áustria, Bélgica, Espanha, Finlândia, França, Irlanda, Itália, Luxemburgo, Países Baixos e Portugal). A nova moeda passou a circular em 1 de janeiro de 2002.
A Grécia ingressou na Zona Euro a 1 de janeiro de 2001; a Eslovénia, a 1 de janeiro de 2007; Chipre e Malta, a 1 de janeiro de 2008; a Eslováquia, a 1 de janeiro de 2009; a Estónia, a 1 de janeiro de 2011; a Letónia, a 1 de janeiro de 2014; a Lituânia, a 1 de janeiro de 2015; e a Croácia a 1 de janeiro de 2023. Atualmente, dos 27 Estados-membros da União Europeia, 20 adotaram o euro como a moeda oficial.
A população total da Zona Euro supera os 326 milhões de habitantes.
|                      | Estado        | Data de Adoção 1 de jan. de | População (2021) | Exceções                                                          |
| -------------------- | ------------- | --------------------------- | ---------------- | ----------------------------------------------------------------- |
| Alemanha             | Alemanha      | 1999                        | 83 155 031       |                                                                   |
| Áustria              | Áustria       | 1999                        | 8 932 664        |                                                                   |
| Bélgica              | Bélgica       | 1999                        | 11 554 767       |                                                                   |
| Chipre               | Chipre        | 2008                        | 896 007          | República Turca de Chipre do Norte                                |
| Croácia              | Croácia       | 2023                        | 4 035 355        |                                                                   |
| Eslováquia           | Eslováquia    | 2009                        | 5 459 781        |                                                                   |
| Eslovénia            | Eslovénia     | 2007                        | 2 108 977        |                                                                   |
| Espanha              | Espanha       | 1999                        | 47 398 695       |                                                                   |
| Estónia              | Estónia       | 2011                        | 1 330 068        |                                                                   |
| Finlândia            | Finlândia     | 1999                        | 5 533 793        |                                                                   |
| França               | França        | 1999                        | 67 656 682       | Nova Caledónia · Polinésia Francesa · Wallis e Futuna             |
| Grécia               | Grécia        | 2001                        | 10 678 632       |                                                                   |
| República da Irlanda | Irlanda       | 1999                        | 5 006 324        |                                                                   |
| Itália               | Itália        | 1999                        | 59 236 213       | Campione d'Italia                                                 |
| Letónia              | Letónia       | 2014                        | 1 893 223        |                                                                   |
| Lituânia             | Lituânia      | 2015                        | 2 795 680        |                                                                   |
| Luxemburgo           | Luxemburgo    | 1999                        | 634 730          |                                                                   |
| Malta                | Malta         | 2008                        | 516 100          |                                                                   |
| Países Baixos        | Países Baixos | 1999                        | 17 475 415       | Aruba · Bonaire · Curaçau · Saba · Santo Eustáquio · São Martinho |
| Portugal             | Portugal      | 1999                        | 10 298 252       |                                                                   |
| União Europeia       | Zona Euro     | Zona Euro                   | 342 561 034      | (11)                                                              |

### Alargamento
Oito países da UE não adotaram o Euro como moeda oficial: Bulgária, Chéquia, Dinamarca, Hungria, Polónia, Roménia e Suécia. A Croácia aderiu ao euro em janeiro de 2023, de modo que desde setembro de 2022, a transição foi preparada com a exibição simultânea dos preços em cunas e euros.
A Dinamarca é um caso excecional no tratado original de Maastricht. O país está isento de se juntar à Zona do Euro, a não ser que um voto parlamentar ou referendo decida o contrário. Existe um plano de realizar um referendo popular após realizados trâmites legais relacionados com o Tratado de Lisboa.
A Suécia obteve a exceção de facto devido a uma lacuna legal. O país não possui os critérios necessários para a adoção da moeda única. O povo sueco rejeitou o euro através de referendo. Antes que um Estado possa se juntar à Zona Euro, este deve passar dois anos no MTC II (Mecanismo Europeu de Taxas de Câmbio). A 1 de janeiro de 2008, cinco bancos nacionais participaram no mecanismo. Os restantes deveriam juntar-se nos anos seguintes. Os próximos países a aderirem à zona monetária são:
| País     | Ano de Adesão      |
| -------- | ------------------ |
| Bulgária | Sem data anunciada |
| Polónia  | Sem data anunciada |
| Roménia  | Sem data anunciada |
| Hungria  | Sem data anunciada |
| Chéquia  | Sem data anunciada |

## Países fora da UE

### Com acordo formal
Alguns países fora da União Europeia aderiram ao Euro. Para uma adoção formal, que implica a possibilidade de fabricar as suas próprias moedas, foi necessário atingir um acordo. Mónaco, São Marino e Vaticano chegaram a um acordo com a União. Antes da adesão, Mónaco tinha como moeda o franco monegasco; e em São Marino e no Vaticano, a moeda oficial era a lira italiana.
Os acordos foram também concluídos com os territórios ultramarinos da França: São Pedro e Miquelão, na costa do Canadá. Estes territórios foram autorizados a utilizar o euro, mas não ao cunho nacional.
|            | Estado/Território    | Adoção 1 de janeiro de | Acordo                 | População |
| ---------- | -------------------- | ---------------------- | ---------------------- | --------- |
| Andorra    | Andorra              | 1999                   | Acordo com a UE        | 82 000    |
| Mónaco     | Mónaco               | 1999                   | 31 de dezembro de 1998 | 32 671    |
| San Marino | São Marino           | 1999                   | 31 de dezembro de 1998 | 29 615    |
| França     | São Pedro e Miquelão | 1999                   | 31 de dezembro de 1998 | 6 125     |
| Vaticano   | Cidade do Vaticano   | 1999                   | 31 de dezembro de 1998 | 800       |

### Sem acordo formal
Andorra não tem uma moeda oficial, tendo adotado, antes, o Franco francês e a peseta espanhola como moedas de facto oficiais; e nunca teve acordos formais com a Espanha ou com a França. Desde 1 de julho de 2012, Andorra emite moedas de Euro próprias, para circulação, mantendo-se fora da União Europeia. O acordo monetário, com a União Europeia, foi assinado a 29 de junho de 2011. Todos os anos, irá emitir moedas de euro com a face comum e a face própria de Andorra.
Montenegro e o Kosovo usam o euro desde o seu lançamento, tendo anteriormente adotado o marco alemão ao invés do dinar sérvio. O euro tem ajudado na estabilização das economias daqueles países.
Outros países estão interessados em aderir ao euro, mas sem serem membros efetivos da UE, tal como a Islândia, onde, segundo uma sondagem, 53% dos inquiridos apoiam a adoção do euro como moeda oficial.
Há ainda o caso do Zimbábue, que suspendeu a circulação da sua própria moeda; e entre as várias divisas que substituíram o dólar zimbabuano, encontra-se o euro.
|            | Estado/Território | Adoção 1 de janeiro de | Interesse    | População  |
| ---------- | ----------------- | ---------------------- | ------------ | ---------- |
|            | Linha Verde       | 2008                   | n/d          | 0          |
| Kosovo     | Kosovo            | 2001                   | Membro da UE | 2 100 000  |
| Montenegro | Montenegro        | 2002                   | Membro da UE | 684 736    |
| França     | São Bartolomeu    | 1999                   | n/d          | 8450       |
| Zimbabwe   | Zimbábue          | 2009                   | n/d          | 12 619 000 |

### Moedas externas à UE indexadas ao euro
- Cabo Verde tinha a moeda indexada ao escudo português, tendo transferido a indexação para o euro.
- A Bósnia e Herzegovina alterou a indexação da sua moeda do marco alemão para o euro.
- As moedas usadas em algumas ex-colónias francesas estavam indexadas ao franco francês e agora ao euro.

## Crise de 2008

### Crise da dívida pública na Zona Euro
No início de 2010, temores com relação a uma crise da dívida soberana de vários países da Zona Euro, como Grécia, Espanha, Irlanda, Portugal e Itália, levaram a uma crise de confiança e ao consequente aumento dos spreads dos títulos e do seguro para cobertura de risco dos swaps de "credit default" para estes países.